# Adaptation du Petit Chaperon rouge
Le Petit Chaperon rouge est un conte issu de la tradition orale qui, de par les thèmes qu'il développe (puberté, danger et attrait pour l'inconnu...), a une place importante dans le patrimoine culturel de différentes sociétés.
Cette histoire a donc inspiré un nombre important d'artistes et donné lieu à de nombreuses adaptations et détournements.

## Cinéma et télévision
Pour les articles homonymes, voir Le Petit Chaperon rouge (film).

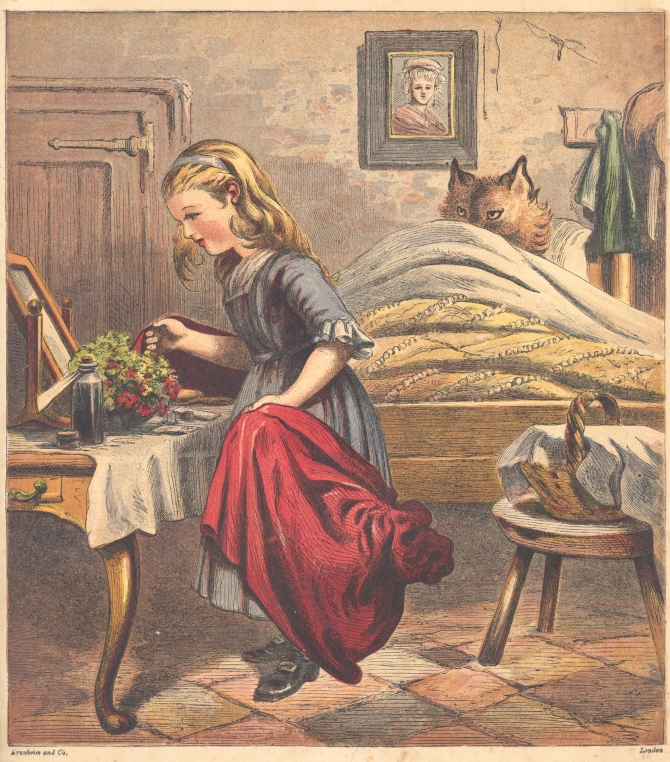
Le Petit Chaperon rouge, illustration d'un recueil néerlandais, 1843.

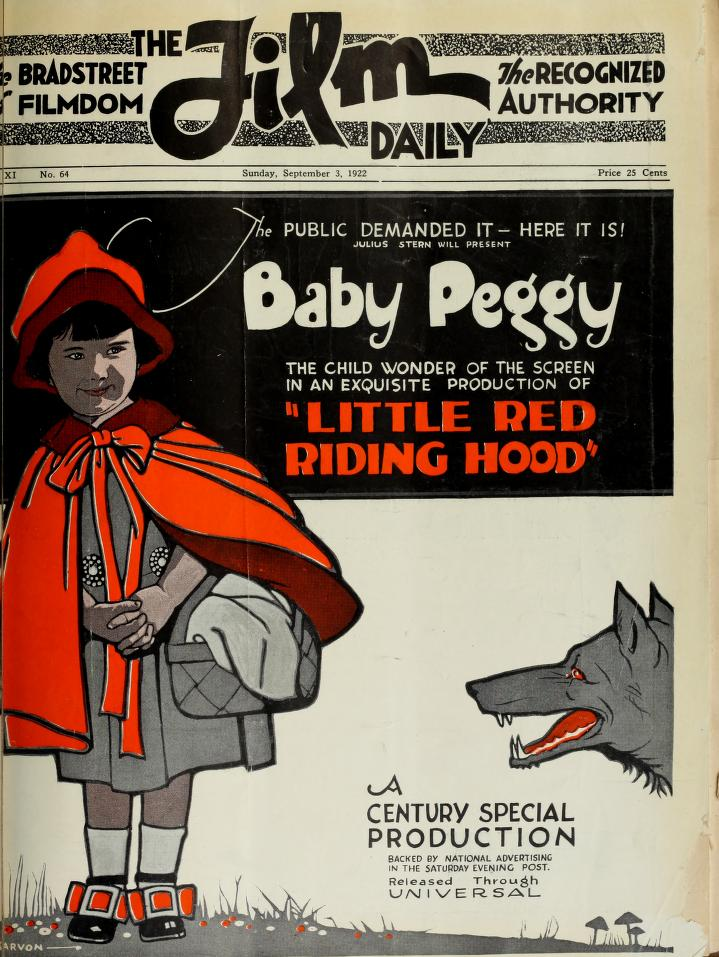
Couverture du Film Daily du 3 septembre 1922 avec une adaptation où figure Baby Peggy.

- Le Petit Chaperon rouge, film français réalisé par Alberto Cavalcanti, sorti en 1930.
- Deux dessins animés de Tex Avery sont des adaptations du conte, dont le plus connu est Red Hot Riding Hood (1943).
- En 1934, Walt Disney sort un court métrage d'animation intitulé Le Grand Méchant Loup, suite des Trois Petits Cochons, mettant en scène le petit chaperon rouge et très librement adapté du conte original par Burton Gillett dans le cadre de ses Silly Symphonies.
- En 1951 : Raoul André réalise Une fille à croquer / Le petit chaperon rouge sur un scénario de Francis Blanche
- La Compagnie des loups (Neil Jordan, 1984) mêle au conte le thème du loup-garou, en insistant sur certains des aspects psychanalytiques décrits plus haut.
- En 1962, la DEFA produit Le Petit Chaperon rouge (Rotkäppchen), réalisé par Götz Friedrich et distribué dans les salles de la République démocratique allemande.
- En 1989, il y a eu une adaptation québécoise de ce conte par Rock Demers : Bye Bye Chaperon rouge avec Fanny Lauzier.
- En 1990, Le Loup gris et le Petit Chaperon rouge est un film d'animation russe de Garri Bardine qui parodie le conte sous forme de comédie musicale.
- En 1996, Jan Kounen réalise Le Dernier Chaperon rouge, avec Emmanuelle Béart dans le rôle du chaperon et Gérald Weingand dans le rôle du Loup.
- En 1996, Matthew Bright réalise Freeway, une version contemporaine du conte avec Reese Witherspoon et Kiefer Sutherland en prédateur bourgeois psychopathe.
- En 1997, David Kaplan réalise le court métrage Little Red Riding Hood avec Christina Ricci dans le rôle principal.
- Le Chaperon rouge est une publicité réalisée pour le No 5 de Chanel par Luc Besson en 1998.
- Le film d'animation Jin-Roh, la brigade des loups (1999), écrit par Mamoru Oshii, est une interprétation libre du conte, transposé dans un contexte moderne (Tokyo des années 1950). Le loup y est membre d'un commando de répression au service de l'État, et la jeune fille un personnage énigmatique considéré comme terroriste. L'histoire suit la version de Charles Perrault, même si des éléments littéraires et graphiques sont directement tirés de la version des Frères Grimm.
- La Véritable Histoire du Petit Chaperon rouge, film d'animation de Todd et Cory Edwards et Tony Leech sorti en 2005 : une enquête délirante.
- Les Frères Grimm de Terry Gilliam sorti en 2005 fait apparaitre une des fillettes enlevées sous le costume du petit chaperon rouge.
- En 2005, Hard Candy : thriller américain où le petit chaperon rouge n'est pas si innocente que ça....
- Une version contemporaine (2006) du Petit Chaperon rouge est Red Riding Hood, un spectacle cinématographique avec des séquences en 3D des parcs 20th Century Fox. Le réalisateur en est Randal Kleiser (Grease) ; les acteurs, Morgan Thompson, Henry Cavill et Debi Mazar.
- En 2011, Le Chaperon rouge, film américain réalisé par Catherine Hardwicke et produit par Leonardo DiCaprio avec Amanda Seyfried (le Petit Chaperon rouge), Julie Christie (la grand-mère) et Gary Oldman (le père Soloman).
- En 2011, la série Once Upon a Time met en scène Scarlett/Ruby, jouée par Meghan Ory, un Chaperon rouge projeté au XXIe siècle avec d'autres personnages de contes de fées. L'épisode 15 de la saison 1 revisite plus particulièrement le conte originel du Petit Chaperon rouge.
- En 2015, le film musical Into the Woods mettant en scène plusieurs personnages de contes de fées avec Johnny Depp dans le rôle du Loup et Lilla Crawford dans celui du Petit Chaperon rouge.
- La série américaine Tell Me a Story met en scène une retranscription moderne de ce conte où Kayla Powell (Danielle Campbell) qui campe le rôle du petit chaperon rouge se retrouve sans le savoir entre les griffes du Grand Méchant Loup alias Joshua "Nick" Sullivan (Billy Magnussen).

## Livres
- Le Royaume sans ciel, roman de Charlotte Ambrun (2021), réécriture du conte chez l'éditeur spécialisé Magic Mirror. Chaneh, inspirée du Petit Chaperon Rouge, y côtoie Neieli et Aylis, elles-mêmes inspirées des héroïnes de Blanche-Neige des Frères Grimm et de Alice au Pays des Merveilles de Lewis Carroll.
- Billy Chaperon de Linné Lharsson éditions les presses littéraires ( France), 2013. Second prix du meilleur premier roman de Maurecourt.
- Le Petit Chaperon vermillon de  Anne Poiré éditions de la Paix (Canada), réécriture pacifiste du conte contenant aussi quelques jeux (2012)
- Quatre histoires du Petit Chaperon Rouge racontées dans le monde, recueil jeunesse, quatrième tome de la collection Le tour du monde d'un conte par les Editions Syros - on y retrouve Le Petit Chaperon Rouge de Perrault dans sa version intégrale, la version marocaine La petite Aïcha et le grand-père Bouissa, la version est-africaine La petite fille et le lion et la version japonaise Les sœurs et le démon (2011)
- Chapeau rond rouge de  Geoffroy de Pennart
- Le Petit Chaperon rouge à Manhattan de Carmen Martin Gaite
- Le Petit Chaperon rouge de Jean Claverie
- Le Petit Chaperon rouge de Anna Laura Cantone
- Au loup est une bande dessinée de F'murr
- Loulou de Grégoire Solotareff
- Loupiotte de Frédéric Stehr
- Un jour, un loup de Grégoire Solotareff
- Le Petit Chaperon vert de Grégoire Solotareff
- Le Petit Chaperon rouge de Rascal
- Petit lapin rouge de Rascal C. Dubois
- Un petit chaperon rouge de Marjolaine Leray
- Une faim de loup, lecture du Petit Chaperon rouge de Anne-Marie Garat
- Le Petit Chaperon rouge, recueil La Compagnie des loups de Angela Carter(Anglais)(1979)
- Le Petit Chaperon bleu marine dans Contes à l'envers de Dumas et Moissard (1980)
- Le Petit Chaperon vert dans L'Homme à la tête d'épingles de Cami (1972)
- Le Petit Chaperon de ta couleur de Vincent Malone, Jean-Louis Cornalba et Chloé Sadoun
- Mademoiselle Sauve-qui-peut de Philippe Corentin (1996)
- Le Petit Chaperon rose et le Petit Chaperon jaune, textes écrits par les élèves de l'école élémentaire Jean Moulain de Grigny, illustrations de Déborah Mocellin, éditions Lire c'est partir (2009)
- Le Petit Chaperon noir de Corinne Binois, illustrations Déborah Mocellin, éditions Lire c'est partir (2009)
- John Chatterton Détective de Yvan Pommaux
- Le Petit Chaperon Rouge de Kora Sonne et Manju, livre numérique illustré et sonore, Zabouille éditions
- Le Chaperon Rouge, novélisation du film homonyme de 2011 écrite par Sarah Blakley-Cartwright.
- Le tome 3 de Princesses Mais Pas Trop : La Vengeance du Petit Chaperon Rouge. Série littéraire fantastique de Jim C. Hines reprenant le monde des contes de fées, le troisième tome introduit Vermeille, le Petit Chaperon Rouge, une tueuse à gage en ayant après Cendrillon.
- Le Nouveau Petit Chaperon rouge, écrit par Sylvain Zorzin et illustré par Maximiliano Luchini, paru dans le magazine "Mes Premiers J'aime Lire", no 120, août 2012, Bayard Éditions.
- L'humoriste israélien Ephraim Kishon évoque dans une de ses satires[1] la manière dont sa baby-sitter, Madame Popper, terrorise son fils en lui racontant Le Petit Chaperon rouge à sa manière, au prétexte de l'endormir.
- La princesse au bois d'argent, de Jessica Day George, troisième tome d'une série littéraire reprenant les contes de fées.
- Beauté, de Sarah Pinborough, faisant partie d'une saga littéraire sur les contes de fées. Reprenant principalement le conte de la Belle au Bois Dormant dans une version beaucoup plus adulte, Le Chaperon Rouge, ici appelée Petra, participe à une quête avec le prince et le chasseur.
- Le Petit Chaperon rouge, partout, de Gilbert Lascault, série de variations sur le thème du conte de Perrault
- Little Red Hood : manga mettant en scène un Petit Chaperon rouge de sexe masculin et une louve[2]
- Ludwig Revolution : manga mettant en scène un prince pas vraiment charmant, croisant le chemin du petit chaperon rouge qui a éliminé ses parents et le loup, et est devenue tueuse à gage
- Monsieur Lune d'Aurélien Morinière et Tarek, EP Jeunesse[3]
- Leurs contes de Perrault (2015), onze contes de Perrault, dont La petite rétrospective rouge, réécrit par Hervé Le Tellier, Editions Belfond
- Rufus le loup et le chaperon rouge d'Aurélien Morinière et Tarek, EP Jeunesse
- Les 7 nains et demi d'Aurélien Morinière et Tarek, EP Jeunesse
- Le Petit Chaperon Rouge & Ce qu'il advint dans le ventre du loup de François Amoretti et Audrey Alwett (scénariste), Soleil Blackberry
- Le Petit Chaperon Rouge  de Domas (dessin) et Hélène Beynet (texte), éditions Bamboo collection "Pouss de Bamboo" pour les 3 - 7 ans
- Fairy Quest, bande-dessinée de Paul Jenkins (auteur) et de Humberto Ramos (dessin) mettant en scène le monde des contes de fées avec le petit Chaperon Rouge comme personnage principal.
- Le Petit Chaperon Rouge, illustré par Sarah Moon, éditions Grasset, collection Monsieur Chat, 1983. (Réédition en 2002).
- Le Petit Chaperon Rouge, Warja Lavater, éditions des ateliers Arte Adrien Maeght, 1965.

## Textes et musique
- Le Petit Chaperon rouge, opéra-féerie en trois actes, musique de François-Adrien Boieldieu, livret de Théaulon (1818)
- Le Petit Chaperon rouge par Marcel et son orchestre
- Le Petit Chaperon rouge par Thierry Gali
- Chaperon Rouge, par Irmavep et Melissa Mars, extrait de la deuxième édition de l'album La Reine des abeilles (2006)
- Le Petit Chaperon rouge chanson créée par Lisette Jambel sur des paroles de Françoise Giroud et une musique de Louis Gasté - 1944
- Le Petit Chaperon rouge en argot de Pierre Devaux dit Pierrot les Grandes Feuilles (1901 - 1966) - 1942.
- La Belle des champs, Jim Corcoran ; paroles : Bertrand Gosselin et Claire Aubert, musique : Bertrand Gosselin. 1976
- Le Petit Chaperon de ta couleur de Vincent Malone
- le Petit Chaperon rouge :  Conte musical pour chœur d'enfants et piano de Nicole Berne
- Mise en scène le petit chaperon rouge du rap - Ana Dess - anadess.com
- Petits Chaperons dans le Rouge sous la direction de Pierre Jourde. Paru en mars 2005, des étudiants universitaires se sont livrés à des "voies de fait" sur le Petit Chaperon Rouge: "réduit, allongé, vulgarisé, érotisé, psychanalysé, géométrisé, goûté, sitcomisé, litotisé"...En bref, "à ne pas mettre entre toutes les mains".(édition: l'Archange Minotaure.)
- En 2006, le groupe Evanescence sort un clip vidéo pour la chanson Call me when you're sober (littéralement Appelle-moi quand tu auras dessaoulé) dans lequel Amy Lee évoque une rupture. Le clip raconte l'histoire d'une jeune femme (le Petit Chaperon rouge) qui essaye d'échapper aux griffes du grand méchant loup.
- Dans le clip animé de Lollipop (2007) de Mika, utilise le Petit Chaperon rouge et le loup comme personnages.
- "Un petit chaperon rouge", conte - comédie musicale de Gerald Bieder
- Little Red riding hood[4] est une musique dubstep/electro par Da Tweekaz sur la chaine Dirty Workz. La musique est accompagnée d'un clip vidéo mettant en scène un retournement de situation sur celle du loup et du petit chaperon rouge. Le clip est scénarisé en anglais par quelques phrases expliquant la situation de début et le retournement à la fin. Le clip semblent lié au surnaturel et est similaires à First of the year(equinox) de Skrillex
- Contes à rebours par Typhaine D est une pièce de théâtre écrite en 2012, jouée dans plusieurs pays francophones et publiée en octobre 2016. Elle a été mise à l'honneur en 2017 dans le cadre de la journée du 25 novembre[5],[6]. Le personnage de la Grande Chaperonne Rouge[7] procède à une dénonciation des violences faites aux femmes dans l'espace public.

## Arts plastiques
Le Petit Chaperon Rouge est une scène animée et un livre animé géant d'Armand Langlois.

## Art numérique
Le Petit Chaperon Rouge est une œuvre numérique créée en 2002 par Florent Aziosmanoff avec trois robots autonomes (Aibo ERS 210 Sony) programmés pour se comporter comme les principaux personnages du conte : le chasseur, la petite fille, le loup. Ils évoluent librement en milieu ouvert et tentent de poursuivre leurs buts respectifs tout en réagissant aux sollicitations et perturbations du public, ce qui génère des fictions spontanées et des prolongements inédits au conte originel.

## Jeux vidéo
En 2008, 24 contes de Grimm ont été adaptés en 24 épisodes d'un jeu vidéo téléchargeable nommé American McGee's Grimm créé par le game designer américain American McGee connu également pour American McGee's Alice. Le jeu consiste à rendre glauques et horrifiques les contes des frères Grimm, brisant ainsi le thème des « Happily Ever After ». Parmi les 24 épisodes, Le Petit Chaperon Rouge y est le deuxième épisode dans la première saison.
La même année, Anuman Interactive lance le logiciel ludo-éducatif basé sur l’histoire du conte de Perrault : Le petit chaperon rouge, sur PC.
En 2009, l'univers du conte a été repris dans le jeu The Path. Ce jeu met le joueur dans la peau de six sœurs, de 9 à 19 ans, qui doivent traverser une forêt pour se rendre chez leur grand-mère. L'univers du jeu est très sombre, et le véritable but du jeu est de conduire les sœurs à un loup différent pour chacune, qui leur causera du tort.
Toujours en 2009. Dans League of Legends, il y a un personnage de ce jeu qui s'appelle Warwick, fureur déchaîné de Zaun. Un de ses skins est Grand méchant Warwick, porté une paire de lunettes et un chapeau et un pyjama roses, et à côté de lui, une tasse de café et un portrait du Petit Chaperon rouge.
En 2014, le jeu vidéo indé "Woolfe, The Red Hood Diaries" est une adaptation du conte avec un univers graphique fantastique, féérique et aussi sombre et gothique.

## Parc d'attractions
Dans le parc d'attractions Efteling, le Petit Chaperon rouge et le loup vivent dans le Bois des contes. On les retrouve dans la maison de la mère-grand.

## Internet
- University Ever After, web-série reprenant des personnages de conte, parmi lesquels le Chaperon Rouge appelé Rose-Red, au XXIe siècle et allant tous à la même fac.
- Or So the Story Goes, web-série replaçant les contes de fées aux temps modernes. La première saison est consacrée à l'histoire du Petit Chaperon Rouge.